# Alessandro Bernardini
Alessandro Bernardini (* 21. Januar 1987 in Domodossola, Italien) ist ein italienischer ehemaliger Fußballspieler.

## Karriere
Bernardini entstammt der Jugend der SS Verbania Calcio, die ihn mit 16 Jahren in den Profikader aufnahm und für die er bis 2004 vier Spiele bestritt. Nach einem Jahr beim Erstligisten FC Parma wechselte er um Spielpraxis zu sammeln zur AC Borgomanero. Dort absolvierte er 61 Spiele, es gelangen ihm fünf Tore. 2008 schloss er sich der AS Varese 1910 an, für die er bis 2010 spielte. Mit Varese gelangen ihm sowohl 2009 der Aufstieg in die Lega Pro Prima Divisione als auch ein Jahr später der Aufstieg in die Serie B. Danach wechselte er zur AS Livorno, für die er bis 2013 97 Spiele bestritt und einen Treffer erzielte. Mit Livorno konnte er am Ende der Zweitligasaison 2012/13 den Aufstieg in die Serie A feiern, nachdem man in den Play-Offs sowohl Brescia Calcio als auch den FC Empoli bezwingen konnte. Zur Saison 2013/14 wechselte er innerhalb der Serie A zu Chievo Verona.
Nach seiner Rückkehr zu Livorno wechselte er 2015 zur US Salernitana.

## Erfolge
- Aufstieg in die Lega Pro Prima Divisione: 2008/09
- Aufstieg in die Serie B: 2009/10
- Aufstieg in die Serie A: 2012/13